# NGC 6043A
NGC 6043A је спирална галаксија у сазвежђу Херкул која се налази на NGC листи објеката дубоког неба.
Деклинација објекта је + 17° 46' 33" а ректасцензија 16h 5m 1,5s. Привидна величина (магнитуда) објекта NGC 6043 износи 14,4 а фотографска магнитуда 15,4. NGC 6043A је још познат и под ознакама MCG 3-41-86, CGCG 108-109, DRCG 34-83, PGC 57019.